# Passel
För andra betydelser, se Passel (olika betydelser).
Passel är en kommun i departementet Oise i regionen Hauts-de-France i norra Frankrike. Kommunen ligger i kantonen Noyon som tillhör arrondissementet Compiègne. År 2022 hade Passel 271 invånare.

## Befolkningsutveckling
Antalet invånare i kommunen Passel
| Referens: INSEE |